# Post-activation potentiation
Post-activation potentiation (Postaktivierungspotenzierung) (PAP) ist ein Trainingsprinzip, bei dem nach vorheriger hoher Aktivierung in der Folge eine größere Kraft entfaltet werden kann. Auch wenn dieses Verfahren schon früher verwendet wurde, so war Robbins der erste, der es systematisch dargestellt hat.
Es ist zwar erwiesen, dass das Verfahren funktioniert, die komplexen Ursachen sind bisher jedoch nicht abschließend geklärt. Post-activation potentiation ist eine Theorie, die besagt, dass die kontraktile Geschichte des Muskels die nachfolgenden mechanischen Leistungen des Muskels beeinflusst. Durch vorherige quasi Maximalkraftleistungen wird die folgende maximale Schnellkraft positiv beeinflusst. Durch sie werden die schnellen Typ-II-Muskelfasern aktiviert und mehr Calcium in den relevanten Zellen angesammelt. Ermüdende Kontraktionen beeinträchtigen die folgenden Muskelleistungen negativ, nicht-ermüdende Kontraktionen gegen einen sehr hohen Widerstand jedoch positiv.
Als optimale Kontraktion gelten mehrere Wiederholungen (3–5) bei moderater Intensität (60–85 %) Zu hohe Intensität wirkt sich eher negativ als positiv aus  (>85 % der Maximalleistung bei nur einer Wiederholung). Als günstigste Pause gelten 7–10 Min., auch bei 3–7 Min. hat man noch einen positiven Effekt, nach über 10 Min. ist der Effekt verschwunden. Trainierte Sportler hatten gegenüber untrainierten einen prozentual größeren Zuwachs an Leistung. Der Leistungszuwachs ist in den Sportarten am größten, die den größten Nutzen von den Typ-II-Muskelfasern haben, d. h. Sprung, Sprint (bis 400 m). Sogar beim Schwimmen über 100 m wurden deutliche Leistungsverbesserungen gemessen. Der Leistungsfortschritt liegt bei 3–5 %. Bei Kindern ist nicht mit einem Leistungsfortschritt zu rechnen, wohl aber bei Jugendlichen und Erwachsenen beiderlei Geschlechts.